# Il colombre e altri cinquanta racconti
Il colombre e altri cinquanta racconti è una raccolta di racconti di Dino Buzzati del 1966.

## Racconti

### Il colombre
Il racconto è stato pubblicato per la prima volta sul quotidiano il Corriere della Sera il 22 agosto 1961, successivamente nella raccolta Il colombre e altri cinquanta racconti.
Al racconto è stato dedicato l'omonimo brano di Andrea Pellegrini, contenuto nell'album Malcontenta e Altre Storie, pubblicato nel 2005.
Trama
Il giovane Stefano Roi, figlio di un marinaio, per il compleanno chiede al padre di portarlo con sé in mare: il padre acconsente e Stefano si imbarca. A bordo, però, il ragazzo vede un colombre, un animale marino che sceglie le sue vittime tra i marinai perseguitandoli fino alla morte.
Poiché il colombre può essere visto soltanto dalla vittima e dai suoi familiari, solo Stefano e suo padre si accorgono della sua presenza; quest'ultimo, preoccupato per il figlio, lo fa sbarcare (adducendo come scusa per i marinai un improvviso malessere) e gli raccomanda di non lasciare la terraferma, mandandolo a studiare in una città dell'entroterra per sicurezza.
Stefano intraprende gli studi e si costruisce una vita; tuttavia, si sente ossessionato dall'idea del colombre. Egli non riusciva a godersi i momenti belli della vita per via del colombre. Dopo la morte di suo padre, Stefano, divenuto ricco dalla sua eredità, torna in patria dalla madre dicendole di voler seguire le sue orme facendo il marinaio.
La madre, ignara della leggenda, acconsente felice. Stefano passa da una nave all'altra e il colombre lo segue per tutto il mondo. Girando il mondo si accorge di essere invecchiato; prende quindi la decisione, di cui rende partecipe il suo secondo ufficiale, di affrontare il colombre. Si fa calare in mare su una scialuppa con un arpione, e in breve trova il colombre. L'animale è enorme; quando Stefano sta per colpirlo quasi lo ferma, dicendogli che il Re del Mare lo ha incaricato di dargli una perla in grado di dare agli uomini molta fortuna.
Il racconto si conclude con il ritrovamento della barca con dentro il cadavere di Stefano che stringe un sassolino bianco nella mano ormai scheletrica.

### Generale ignoto
Nel deserto, alcuni archeologi trovano un cadavere che indossa un'uniforme militare con i gradi di generale, ma il corpo si decompone volatilizzandosi dopo pochi istanti. Gli archeologi non riescono a identificare il generale e, infine, un operaio lo seppellisce sotto la sabbia del deserto.

### L'arma segreta
Durante la Guerra Fredda, la Russia lancia contro l'America dei missili per distruggerla e altrettanto fa l'America nei confronti della Russia; i missili, arrivati a destinazione, esplodono ma da essi si libera un gas bianco che penetra ovunque, anche nei rifugi sotterranei. Il gas si rivela essere l'arma segreta dei due Stati: il gas russo, arrivato in America, converte tutte le persone al marxismo; mentre quello americano, arrivato in Russia, converte tutti gli abitanti del paese alla democrazia. L'effetto del gas è però di breve durata ed in poco tempo le due nazioni tornano ad avere le loro idee politiche di sempre e ricomincia la Guerra Fredda.

### Povero bambino!
Un bambino viene maltrattato dai suoi compagni: lo costringono a fare il soldato semplice quando gli altri sono capitani. Lo stanno per attaccare dalla cima di una collinetta e lui finisce per sbucciarsi il ginocchio. Il bambino, piangendo, va dalla madre a cercare conforto senza molto successo. Questo bambino è in una situazione difficile; potremmo pensare che lo sarà per tutta l'infanzia e per l'adolescenza, perché non solo è bullizzato dai coetanei, ma non può neppure trovare rifugio da una figura che dovrebbe rappresentare la sicurezza come la madre. Certe situazioni portano i bambini a diventare adulti problematici, a renderli incapaci di farsi valere, incapaci di dimostrare affetto a loro volta danneggiando qualsiasi tipo di relazione nell'età adulta. Si scopre tra le ultime righe che questo bambino cresce diventando l'innominabile Adolf Hitler.

### Cacciatori di vecchi
Il racconto è stato pubblicato per la prima volta sul quotidiano il Corriere della Sera il 10 aprile 1962, successivamente nella raccolta Il colombre e altri cinquanta racconti.
Trama
Roberto Saggini, quarantenne di bell'aspetto, si ferma con la sua macchina davanti a un bar aperto per comprare le sigarette. Quando esce, sente un fischio e davanti a lui compaiono circa una decina di ragazzi di età compresa tra i dodici e i vent'anni che iniziano a dare addosso a Saggini al grido di "Dagli! Dagli al vecchio!". Saggini allora scappa terrorizzato, anche perché il leader di quella banda è Sergio Regora, il capo più crudele e spietato. Dopo una corsa disperata per salvarsi la vita, Saggini arriva ad una scogliera e si butta. Riporterà solamente qualche frattura, ma avrà salva la vita.
Intanto i componenti della banda, trionfanti per la "caccia", si incamminano verso le rispettive case. Rimangono solamente Regora e la sua ragazza che, all'improvviso, notano qualcosa di strano: specchiandosi in una vetrina illuminata da un lampione, si accorgono infatti di non essere più i ragazzi giovani ed aitanti di una volta, ma sono di colpo diventati due anziani. Non fanno in tempo a sorprendersi che subito sbuca dal nulla un'altra decina di ragazzi, che grida "Dagli! Dagli al vecchio!". Sergio allora comincia a correre, ma con la debolezza dell'età non riesce a sfuggire, divenendo una preda facile per il gruppetto di teppisti.

### L'uovo
Il racconto è stato pubblicato per la prima volta sul quotidiano il Corriere della Sera il 4 marzo 1962, successivamente nella raccolta Il colombre e altri cinquanta racconti.
Trama
Gilda Soso, una giovane madre di umili condizioni sociali, vuole che la figlia Antonella partecipi ad una speciale caccia al tesoro organizzata nella reggia del paese, dove sono in palio uova che nascondono ogni tipo di sorpresa. Approfittando di un momento di confusione, la madre riesce a penetrare nel giardino con la figlia. La figlia però non riesce a trovare nessun uovo e gliene viene offerto uno da una bambina apparentemente impietositasi, ma che, di fronte alla propria madre, l'accusa invece di averglielo rubato. La situazione precipita: viene scoperto che la bambina è entrata di straforo e lei e la madre sono cacciate in malo modo dalla reggia. Ma a questo punto esplode tutta la rabbia della madre, repressa in una vita di sacrifici e frustrazioni, ed è una forza inarrestabile: chi le si oppone cade morto stecchito, fulminato dalle sue parole, e a nulla vale l'intervento dell'esercito, che cinge d'assedio l'abitazione della donna. Le autorità si vedono quindi costrette a chiedere un armistizio e Gilda chiede loro un uovo per la figlia che, tra la moltitudine di uova che le saranno offerte, non sceglierà né il più grande, né il più prezioso, ma uno uguale a quello che le era stato ingiustamente sottratto.

### La giacca stregata
Il racconto è stato pubblicato per la prima volta sul quotidiano il Corriere della Sera il 4 marzo 1962, successivamente nella raccolta Il colombre e altri cinquanta racconti.
Un uomo acquista da un sarto una giacca apparentemente normale. Appena si mette la mano in tasca, però, ne estrae un biglietto da mille lire. L'uomo pensa si tratti di un errore, ma quando mette la mano una seconda volta nella tasca, ne estrae altre mille lire. Capisce così che quella giacca conferisce ricchezza a chi la possiede, a scapito di altre persone: infatti, per ogni "estrazione" qualcuno viene ucciso in modo piuttosto violento. Inizialmente credendo si tratti di una coincidenza, l'uomo non se ne cura e continua ad estrarre soldi dalla giacca, diventando enormemente ricco e cambiando il suo stile di vita, ma alla fine il senso di colpa lo attanaglia e, capendo qual è la cosa giusta da fare, prende la giacca e la brucia. Spariranno anche tutte le sue ricchezze, ma l'uomo tornerà più sereno.

### L'ubiquo
Il narratore trova un tabulario di formule magiche che, se lette correttamente, possono dare a chi le legge dei poteri soprannaturali. Una sera il protagonista legge una frase del tabulario e si accorge di avere il dono dell'ubiquità e riesce in poco tempo a raggiungere la sede del suo giornale, a Shanghai, e la camera da letto della sua amante. Successivamente realizzando che un potere così sia troppo pericoloso per abusarne, decide di non usarlo più.

### La torre Eiffel
Pubblicato dapprima sul Corriere della Sera nel 1964 e poi ristampato nelle raccolte Il colombre e altri cinquanta racconti e ne La boutique del mistero.
Trama
André, operaio laborioso ed efficiente, viene assunto dall'ingegner Gustavo Eiffel per la costruzione di una torre commissionata dallo Stato. L'operaio viene assunto sotto la condizione di non rivelare mai informazioni sulla torre a nessuno, poiché Gustavo vuole costruire oltre la misura del progetto iniziale.

Quando la torre raggiunge l'altezza di 300 metri, Gustavo congeda gli operai che vogliono tornare a casa e continua con gli altri, i quali si insediano sulla torre, a causa dei lunghi tempi di discesa e risalita. Una nube bianca artificiale nasconde alla gente l'altezza effettiva della torre.
 
Gli operai continuano a costruire anche molto tempo dopo la morte di Gustavo Eiffel, ma la polizia, su ordine dello Stato, fa demolire la parte di torre superiore ai 300 metri e la inaugura.

### Ragazza che precipita
Trama
Una ragazza si affaccia dalla sommità di un grattacielo altissimo e, presa dalle vertigini, precipita nel vuoto.
Durante la caduta incontra varie persone, all'inizio miliardari e persone che hanno una vita spensierata e piena di luci, ma, mano a mano che scende, vede persone che lavorano sempre di più e la luminosità dell'esistenza di quelle persone diminuisce sempre più. Nella caduta, però, non è sola, ma è accompagnata da altre ragazze.
Più Marta cade, più invecchia, fino a quando arriva a schiantarsi al suolo.
Analisi
Il narratore è esterno, onnisciente e palese, perché racconta la storia dall'esterno e conosce, commenta e interpreta i pensieri dei personaggi. Essendo un racconto breve, la narrazione ha un ritmo molto veloce, con rarissime descrizioni anch'esse veloci. Il testo è diviso in tre parti delimitate da una riga vuota, sistema usato per rendere ancor più evidenti le varie fasi della vita.

Il precipitare simboleggia la voglia di diventare in fretta adulti. Questo avviene perché l'altezza del grattacielo sembra infinita, cioè il tempo che abbiamo a disposizione sembra infinito, ma, più si va avanti, più ci si accorge che questo è un errore. Infatti quando ci si rende conto di aver sbagliato a vivere la vita con superficialità, passando sopra i problemi "come una farfalla", è troppo tardi e non si può tornare indietro.

### Le gobbe in giardino
Il protagonista, passeggiando nel suo giardino, prima ben livellato, si accorge che sono comparse ad un certo punto nel terreno delle gobbe che assomigliano ai tumuli del cimitero. Chiama quindi il giardiniere per farsi dare spiegazioni e questo gli dice che le gobbe sono comparse per far ricordare al protagonista un suo amico, morto da poco tempo. Da quel giorno continuano a spuntare dei rilievi nel giardino ogni volta che un amico del protagonista muore in modo da non fare dimenticare l'amicizia tra il protagonista e i suoi amici morti.

### Quiz all'ergastolo
Al protagonista, recluso in carcere, è concesso di parlare una volta nella sua vita ad un pubblico di persone fuori dalla prigione: se le persone lo applaudiranno il protagonista sarà libero; altrimenti dovrà restare tutta la vita in carcere. Il protagonista riesce, dicendo bugie e con uno stratagemma, a farsi applaudire da queste persone e perciò sarà liberato.

### I due autisti
Il protagonista, durante il trasporto della salma di sua madre al cimitero con un carro funebre, pensa a quello che discutono fra loro gli autisti del carro funebre convinto che la salma della madre possa sentirli e pentendosi di non aver portato la salma con la sua automobile invece che con un lento carro funebre.

### Viaggio agli inferni del secolo
1. I - Un servizio difficile
2. II - I segreti della «MM»
3. III - Le diavolesse
4. IV - Le accelerazioni
5. V - Le solitudini
6. VI - L'Entrümpelung
7. VII - Belva al volante
8. VIII - Il giardino

## Edizioni
- Dino Buzzati, Il colombre e altri cinquanta racconti, Arnoldo Mondadori Editore, 1966.
- Dino Buzzati, Il colombre e altri racconti - a cura di Erica Gadola, collana Letture per la scuola media, Arnoldo Mondadori Editore, 1985.
- Dino Buzzati, Il colombre, collana Oscar moderni, Milano, Mondadori, 2013, ISBN 9788852036101.